# Ryska köket

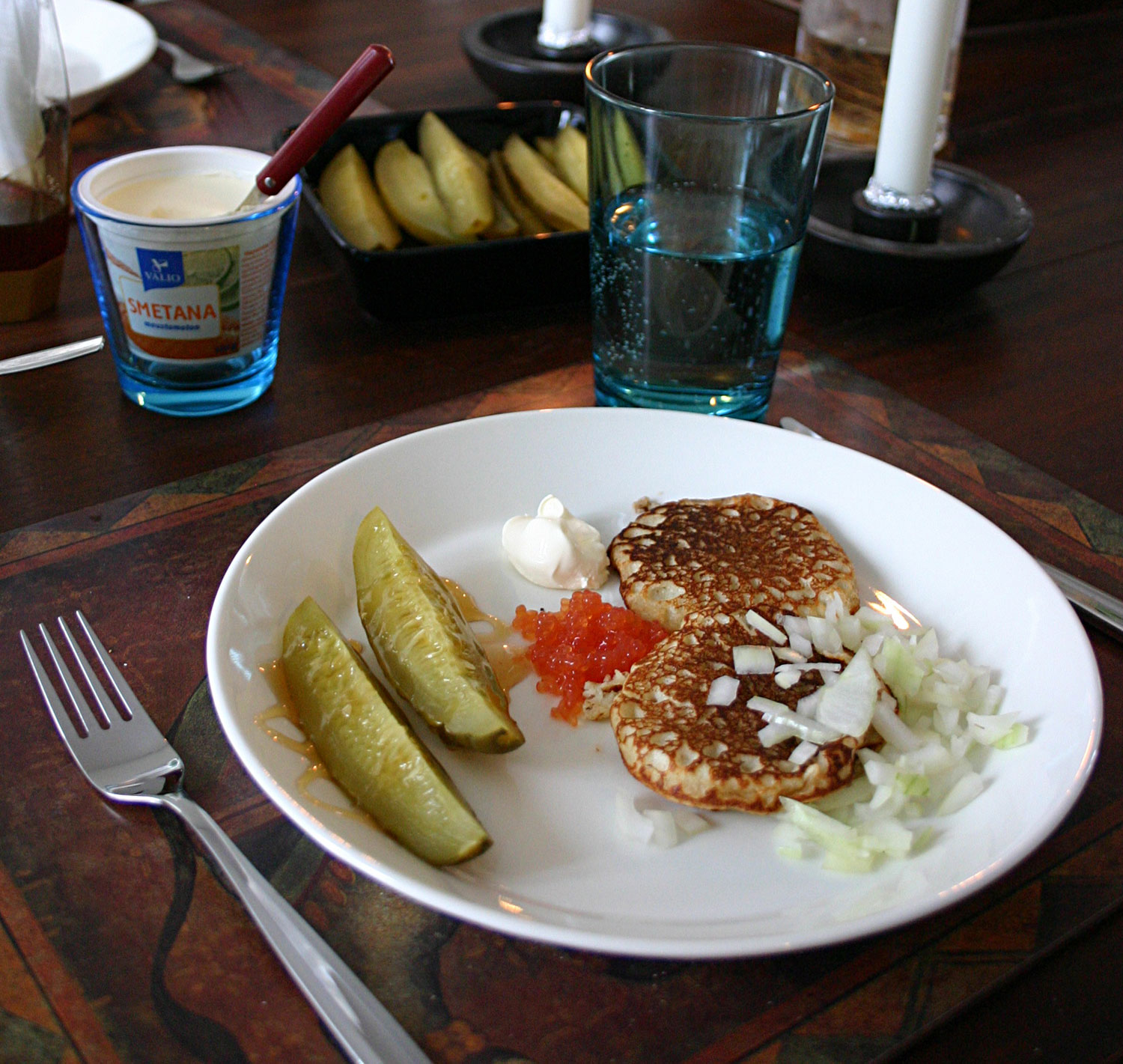
Blinier med smetana, lök, inlagd gurka och honung är en klassisk rysk förrätt.

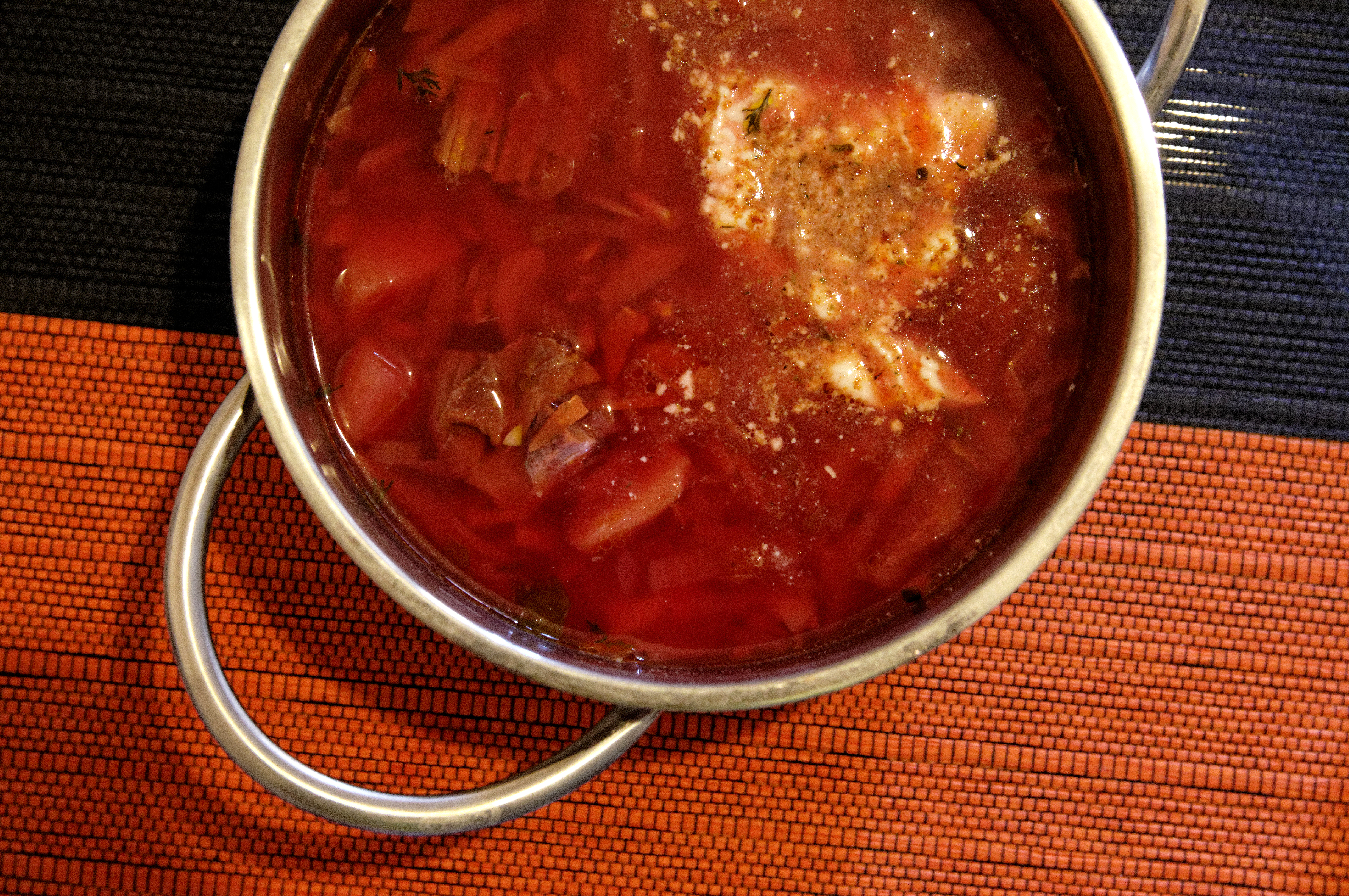
Borsjtj är en klassisk rysk soppa gjord på rödbetor.

Ryska köket (ryska: русская кухня, russkaja kukhnja) är mycket varierande och har inslag från många folkgrupper. Ryssland är världens till ytan största land, vilket gör att matvanorna varierar inom landet. Även i stora delar av övriga före detta Sovjetunionen finns tydliga influenser av det ryska köket.
Stapelföda som spannmål, potatis, kål och rotfrukter har en framträdande roll i det ryska köket. I norra Ryssland, liksom i andra nordliga matkulturer, har färska grönsaker varit ovanliga. Som tillbehör till maten serveras ofta ketchup och smetana (motsvarar ungefär crème fraîche).
Från tajgan - Rysslands skog - får man råvaror som bär, svamp, fisk och vilt.
Piroger förekommer i olika storlekar och variationer.

## Soppor
Varm soppa är en typiskt rysk rätt, särskilt sjtji. Det är en vanlig uppfattning att borsjtj traditionellt kommer från Ryssland, men borsjtjs ursprung spåras vanligen till Ukraina och är mycket vanlig i östra Europa.

## Drycker
Ryssland är en del av vodkabältet, och vodka dricks i hela landet. Öl och vin är mindre vanligt, men har spritts alltmer efter sovjettiden. 